# محمد إبراهيم المسلط
محمد إبراهيم عمر المِسلِط ضابط عراقي برتبة عقيد، عُيّن في جهاز الأمن الخاص حارساً للرئيس العراقي الأسبق صدام حسين منذ بداية الثمانينات حتى بداية الاحتلال الأمريكي للعراق، ظهر محمد إبراهيم المسلط حارساً مسلحاً في آخر تصوير حكومي منشور لصدام حسين، حين كان يتجول في بعض مناطق بغداد، كأنه مودّع، وظهر معه محمد إبراهيم المسلط، يلبسُ نظارات طبية وقميصاً مدنياً، اُعتقل المسلط في منطقة الدورة ليلة 12 كانون الأول سنة 2003، قُبيل الهجوم على مخبأ صدام واعتقاله يوم 12 أو 13 كانون الأول سنة 2003، غيرَ أن الحكومة الأمريكية لم تصرّح حينئذٍ باسم الذي قالوا إنه الواشي، ولا بصفته، بل أعلنوا عن صفة الواشي بدون تسميته يومَ 26 آذار سنة 2004، فقالوا إنه رجل منتصِفُ العمر، ممتلئ الجسم من الأسفل، وذكر المحقق إريك مادوكس أن محمداً المسلط كان رئيس عمليات مقاومة الاحتلال الأمريكي أثناء اختباء صدام حسين.

## الإرشاد إلى صدام
ذَكر جون نكسون، أولُ محقق أمريكي مع صدام، أن المسلط أرشدهم إلى مخبأ صدام حسين، وقالت جريدة سكاي نيوز، "عاد الرقيب الأول إريك مادوكس بالذاكرة إلى يوم 12 ديسمبر من عام 2003، عندما نجحت القوات الأمريكية في إلقاء القبض على الحارس الشخصي لصدام، محمد إبراهيم، وقال: "تمكنتُ من التعرف على [محمد] إبراهيم مباشرة، لأنني كنت أعلم كيف يبدو بالضبط، لأنه يمتلك ذقنًا تشبه ذقن الممثل جون ترافولتا، وعندما نزعت غطاء الرأس عنه قلت له (أنت محمد إبراهيم.. كنت أتطلع لرؤيتك)، ثم نظر إليّ وقال (كنت أتطلع لرؤيتك أيضًا)". وأضاف: "عرضي له كان كالتالي (صدام أشركك في الموضوع، هو السبب في أن 40 من أفراد أسرتك في السجن الآن. خذنا إلى صدام وسأخلي سبيل الأربعين كلهم)". سئل علي الندا شيخ عشيرة ألبو ناصر عن المسلط، هل وشى بالرئيس؟ فقال الذي وشى به وسلمه للقوات الغازية الأمريكية حسب وصية الرئيس الشفهية لي عن طريق المحامي هو الخائن اللواء كمال الدوري،(1) وقال بلغ عائلتي. وقال صدّام للمحامي بلغوا عشيرتي كي لا تحدث فتنة ويُتهم آخرون. وروى المحامي خليل الدليمي في كتابه صدام حسين من الزنزانة الأمريكية عن صدام قوله "أنفي نفيا قاطعا معظم ما ورد في الرواية الأمريكية وخاصة الاسم الذي ذكروه [محمد إبراهيم المسلط] بأنه هو الواشي، فهذا الشخص لدي ثقة كبيرة فيه". وفي يوم 13 كانون الأول 2019، نشرت الجزيرة نت قولاً لابن شيخ البو ناصر، اسمه فلاح حسن الندا، أشار "إلى وجود شخص من أقارب صدام أدلى بمعلومات للأميركيين أدت لمعرفة مكانه واعتقاله، وأن الأنباء متضاربة بحسب التصريحات الأميركية عن تسمية الشخصية، فقد ذكرت مرة اسم نامق الدوري وأخرى محمد إبراهيم، ولم يثبت قطعا من يقف خلف عملية الاعتقال تحديدا". وروى خليل الدليمي محامي الرئيس صدام حسين عن موكله صدّام أنه قال له "لذا عليكم أن تخبروا العراقيين أن قيس النامق وإخوانه هم الذين وشوا بي"، وقالت مجلة إسكواير في الذكرى الثانية عشرة من إعدام صدام حسين أن قوات الاحتلال الأمريكي اقتحمت مزرعة الحدّوشي في تكريت، وكان فيها نقود مخبوءة وذهب، ووجدوا فيهاً طفلاً عمره 9 سنوات استدلّوا منه على سبيل العثور على محمد المسلط واعتقاله.

## قرابته

صورة سلوان بن إبراهيم بن عمر بن مسلط الذي قال إنه كان آخر مرافقي الرئيس السابق صدام حسين

ينتسب محمد المسلط إلى عشيرة البيكات من قبيلة ألبو ناصر التي ينتسب إليها صدام حسين، ووالد محمد المسلط هو ابن عم لوالد زوجة الرئيس صدام ساجدة خير الله طلفاح، وكان من بيت المسلطِ أقربُ المرافقين والمساعدين لصدام منذ احتلال بغداد يوم 9 نيسان سنة 2003، حتى يوم اعتقاله وقتَ الغروب، يوم 12 أو 13 كانون الأول سنة 2003، منهم ناصر يونس عمر المسلط وأخوه فارس، والعقيد ردمان إبراهيم عمر المسلط، وأخوه سلوان، وأخوهما العقيد محمد إبراهيم المسلط. وكانت القوات الأمريكية قد علمتْ باعتماد صدام حسين على أبناء عشيرته عموماً وأبناء المِسْلِط خصوصاً في حراسته ومراسلاته وتنفيذ أوامره لمقاومة الوجود الأمريكي العسكري وباشتراك هؤلاء في مقاومة الاحتلال الأمريكي بأوامر من صدام، فاعتقلوا ردمان المسلط ونُقلوه إلى بغداد للتحقيق وما لبث أن توفيَ هنالك من جراء مرض القلب التاجي ظن محققو الجيش الأمريكي أن ردماناً كان صاحب القرار بعد صدام، ولمّا توفيَ ردمان واستمرت المقاومة، تيقن الأمريكيون أن محمداً المسلط هو المدبر للمقاومة أثناء اختفاء صدام.
- قرابته من زوجة الرئيس:
  - ساجدة بنت خير الله بن طلفاح بن مسلط.
  - محمد بن إبراهيم بن عمر بن مسلط.[18]

## الهوامش
- «1»: قد يكون اسم «كمال الدوري» سهواً من الشيخ علي الندا، لأن الاسم الذي ذُكر هو اللواء حكمت عمر الدوري وفقاً لأخي حكمت عمر الدوري، ولطاهر العاني والمحامي سليمان الجبوري وعبد المالك شهاب الملا خليل ابن عم قيس النامق.[19][20][21]

## وصلة خارجية
- آخر ظهور رئاسي لصدام ومعه محمد المسلط
- شهادة العقيد محمد إبراهيم المسلط يوم 19 أيار سنة 2021 حول الوشاية بالرئيس صدام